# SENTIMENTALovers
『SENTIMENTALovers』（センチメンタラヴァーズ）は平井堅が2004年11月24日にリリースした通算6作目のオリジナル・アルバム。

## 概要
1年10ヶ月ぶりのオリジナル・アルバム。
オリジナルでは通算3度目のオリコン1位作品。
52週チャートイン。
全楽曲の作詞を自身で担当、一部作曲も担当。

## 収録曲
全作詞・作曲（特記以外）：平井堅
※シングル、カップリング曲の解説はそのページを参照。
1. 思いがかさなるその前に…(5:34)
  - 編曲：亀田誠治
  - 22ndシングル表題曲
2. jealousy(4:03)
  - 作曲：YOSHIKA　編曲：OCTOPUSSY
  - 21stシングルカップリング
3. 言わない関係(3:55)
  - 編曲：中西康晴
4. 君が僕に憑依した!!(4:22)
  - 作曲・編曲：AKIRA
5. 瞳をとじて(5:41)
  - 編曲：亀田誠治
  - 20thシングル表題曲
6. 青春デイズ(4:16)
  - 作曲・編曲：田中直
7. style(4:19)
  - 作曲：南ヤスヒロ　編曲：OCTOPUSSY
  - 19thシングル
8. signal(4:44)
  - 編曲：FILUR
  - 19thシングルカップリング
9. 鍵穴(4:06)
  - 作曲・編曲：URU
10. nostalgia(5:21)
  - 作曲・編曲：大沢伸一
11. キミはともだち(4:44)
  - 編曲：松浦晃久
  - 21stシングル表題曲
12. センチメンタル(5:05)
  - 編曲：塩谷哲
  - 日本テレビ系「サッカークラブチーム世界一決定戦　第25回トヨタカップ」中継テーマソング
  - カバー・アルバム『Ken's Bar』収録のInstrumental「Intermission」が原型である。

## 演奏
- 平井堅 
  - Vocal
  - Background Vocals (#3)
  - All Voices, Instruments, Effect (#11)
- 亀田誠治：Bass (#1.5)
- 石成正人
  - Acoustic Guitar (#1.11)
  - Guitar (#3.5)
- 三沢またろう：Percussion (#1)
- 八木のぶお：Harmonica (#1)
- 金原千恵子ストリングス：Strings (#1.5.12)
- OCTOPUSSY：All Instrumental (#2.4)
- Aaron R. Blackmon：Guitar (#2)
- 石川具幸：Bass (#2)
- 中西康晴：Piano (#3)
- 青木智仁：Bass (#3)
- 山木秀夫：Drums (#3)
- 川瀬正人：Percussion (#3)
- SOFFet (GooF, YoYo)、Hands two Hands (鈴木大・長谷川久美子)：Background Vocals (#3)
- 斎藤有太：Piano (#5)
- 沼澤尚：Drums (#5)
- 飯田高広：Synthesizer (#5)
- Taiki：Rhodes (#6)
- 池田達也：Bass (#6)
- 松山修：Drums (#6)
- 弦一徹ストリングス：Strings (#6)
- 小林太：Trumpet (#6)
- 中川英二郎：Trombone (#6)
- 竹上良成：Alto Sax, Baritone Sax (#6)
- 金子隆博：Tenor Sax (#6)
- PECKER：Percussion (#6)
- Peter Buch：Bass, Keyboards (#8)
- Jeppe Kjellberg：Guitar (#8)
- URU：Bass, Programming (#9)
- Angelina：Background Vocals (#9)
- 吉村昭彦：Tenor Sax (#9)
- 築山昌広：Trumpet (#9)
- 前田大輔：Trombone (#9)
- 竹中俊二：Guitar (#9)
- Takashi Kajihara：Drums (#9)
- 大沢伸一、村山達哉：Strings Arrangement (#10)
- 村山・桐山ストリングス：Strings (#10)
- 納浩一：Wood Bass (#10)
- 三沢泉：Percussion (#10)
- 塩谷哲：Piano (#12)